# Едевехт
Едевехт (нім. Edewecht) — сільська громада в Німеччині, розташована в землі Нижня Саксонія. Входить до складу району Аммерланд.
Площа — 113,50 км2. Населення становить 22 748 ос. (станом на 31 грудня 2021).